# ناصر المقحم
ناصر مقحم المقحم (مواليد 1 يوليو 1996) هو لاعب كرة قدم سعودي يلعب حاليًا في نادي الجبيل.

## مسيرة اللاعب
لعب في الفئات السنية في نادي الشباب ولعب بعدها مع نادي الوشم ونادي البكيرية ونادي أحد ونادي العدالة ونادي الجبيل.